# 20888 Siyueguo
20888 Siyueguo (2000 WB14) là một tiểu hành tinh vành đai chính được phát hiện ngày 20 tháng 11 năm 2000 bởi Nhóm nghiên cứu tiểu hành tinh gần Trái Đất phòng thí nghiệm Lincoln ở Socorro.